# 金城会
金城会（きんじょうかい）は、創価学会名誉会長・池田大作の身辺警護を担当する人材グループ。

## 概要
金城会の会員数は約2000名程度で日本全国の各地域から選抜された創価学会員（一般の会員）である。ほとんどが20代～30代の体格の良い男性であり、柔道、合気道、空手道など武道の有段者が多いという。実働部隊は約500人程度で、実際に「第一警備」と共に池田大作（名誉会長）の身辺警護を担当するのは約30人程度だと言われている。

## 歴史
1955年（昭和30年）頃に、当時の戸田城聖（第2代会長）が病気療養を繰り返すと、会長を側で守りたいという創価学会員が自発的に集まるようになり、やがて特別警備（特警）と呼ばれるようになった。TKの文字が刻印されたバッジ（特別警備の略）を付けており、このバッジの第1号は青年部参謀室長（当時、後に第3代会長）だった池田大作が所持していたという。特別警備（特警）は1960年（昭和35年）に池田大作が創価学会の会長に就任した後に、「難攻不落の堅固な城の守り」を意味する金城会（きんじょうかい）と命名された。

## 備考
- 金城会の身辺警護の対象者は創価学会の最高指導者である池田大作のみである。

- 金城会は創価学会の会長（現在の会長は原田稔）や理事長や主任副会長などの創価学会幹部には身辺警護に付かないが、秘書や運転手などの付き人が身辺警護を兼ねている[2]。

- 金城会は、自分の生命を犠牲にしてでも池田大作を護るための人材グループである。すなわち、創価学会に反対する勢力（日蓮正宗（宗門）及び妙観講（日蓮正宗法華講の一つ）や冨士大石寺顕正会などの創価学会反対派の宗教団体）から「創価学会の組織防衛」するのが最大の目的である。

- 牙城会は、「創価学会及び池田大作のことを全力で護り抜く」ことを創価学会幹部から教え込まれる。

- 1993年（平成5年）11月と12月にオウム真理教が猛毒のサリンを使用して池田大作の暗殺を計画し「池田大作サリン襲撃未遂事件」が発生した。池田の暗殺計画は2度行われたが失敗し未遂に終わったが、この事件後に池田の身辺警護体制が強化されて金城会から更に選抜されたメンバーにより池田の身辺警護グループである「第一警備」が発足した。